# 183. pr. Kr.
◄ | 3. stoljeće pr. Kr. | 2. stoljeće pr. Kr. | 1. stoljeće pr. Kr. | ►
◄ | 210-ih pr. Kr. | 200-ih pr. Kr. | 190-ih pr. Kr. | 180-ih pr. Kr. | 170-ih pr. Kr. | 160-ih pr. Kr. | 150-ih pr. Kr. | ►
◄◄ | ◄ | 186. pr. Kr. | 185. pr. Kr. | 184. pr. Kr. | 183 pr. Kr. | 182. pr. Kr. | 181. pr. Kr. | 180. pr. Kr. | ► | ►►
Astronomija

## Događaji
- U erupciji vulkana nastao otočić Vulcanello, u Liparskim otocima, u Tirenskom moru, danas u Italiji